# Butterfly on a Wheel
Butterfly on a Wheel (EE. UU.: Shattered, Europa: Desperate Hours) es un filme canadiense de misterio del 2007, dirigido por Mike Barker, coproducido y escrito por William Morrissey, y protagonizado por Pierce Brosnan, Gerard Butler, y Maria Bello. En español es llamada Chantaje, Máxima traición o Acorralados. 

El título de la película es una alusión a una frase del poema Epistle to Dr Arbuthnot (“Epístola al Dr. Arbuthnot”) de Alexander Pope: «Who breaks a butterfly upon a wheel?» (“¿Quién tortura una mariposa sobre una rueda?”). Esta frase suele interpretarse haciendo referencia a la importancia desmesurada que algunas personas atribuyen a asuntos de importancia menor. También se la interpreta como equivalente a la pregunta: ¿quién castigaría severamente a alguien que cometió una falta leve?

## Sinopsis
Neil Randall (Gerard Butler), residente de Chicago, y su esposa Abby (Maria Bello) gozan de un perfecto matrimonio y estilo de vida junto a su linda hija, Sophie (Elle Fanning). Un día cualquiera un hombre desconocido (Pierce Brosnan) los toma como rehenes y les informa que su hija ha sido secuestrada y sólo será liberada si cumplen sus demandas. 
Primero, ambos son obligados a retirar dinero del banco, el cual es quemado por el secuestrador. Después tienen que conseguir $300 en una parte de la ciudad donde no conocen a nadie.
El secuestrador hace que Abby entregue un documento en un edificio en el plazo de 20 minutos y le revela a Neil que este contiene detalles de su trabajo que lo dejarán en la ruina.  
Finalmente el secuestrador entrega un arma a Neil y le ordena entrar a una casa apartada de la ciudad y asesinar a quien está allí. Es cuando Neil descubre que en esta casa se encuentra su amante y compañera de trabajo, Judy, quien no es otra que la esposa del secuestrador, de nombre Tom Ryan. Neil y Judy habían planeado encontrarse ahí ese mismo día.
Neil dice a Judy que su esposo sabe de su aventura y que tiene que matarla para salvar a su hija. Cuando está apuntándole con el arma, entra Tom y lo presiona para consumar el asesinato. Neil aprieta el gatillo y se da cuenta de que la pistola no está cargada, y Tom les explica su deseo de que ambos sintieran el sufrimiento por el que tuvo que pasar al descubrir la infidelidad de su esposa.
Luego de que Tom casi lo mata de una paliza, Neil abandona el lugar, regresa al auto y en el camino de vuelta a su casa le miente a su esposa diciéndole que se trataba de una confusión en la que el secuestrador quería vengarse del amante de su esposa y por error creyó que era él.

Una vez en casa, Neil ve que su hija está sana y salva, durmiendo tranquilamente. Luego Abby le revela que su hija nunca fue secuestrada y que todo lo que Tom les obligó a hacer era solamente un engaño de ambos para darle a Neil la sensación de que su vida se derrumbaba ante sus ojos. Se revela que en realidad los billetes quemados eran falsos y el documento que Abby había entregado sólo contenía hojas en blanco. Abby, al igual que Tom, le jugó una pesadilla a Neil para hacerle sentir el dolor de ser engañado («Yo sí soy capaz de torturar a una mariposa en una rueda») y le explica que su vida sería la misma de antes, sólo que sin ella a su lado.

## Elenco
- Pierce Brosnan - Tom Ryan, un hombre misterioso, duro e inteligente que siempre está un paso adelante y al principio sin intenciones claras más allá del chantaje, durante todo un día se toma la tarea de destruir paso a paso las vidas del matrimonio Randall, al final se revela que es un esposo traicionado y dolido que trataba de darles una lección a Neil y a Judy.

- Gerard Butler - Neil Randall - esposo de Abby y un exitoso ejecutivo de publicidad, da la impresión de ser el hombre, esposo y padre ideal con la vida perfecta, pero con muchos secretos, un día él y su esposa son obligados por la vida de su hija a cumplir las órdenes de Tom Ryan, quien resulta ser el esposo de su amante Judy, su compañera de trabajo, Neil es desenmascarado como un hombre mentiroso, fraudulento, materialista e infiel.

- Maria Bello - Abby Randall - es la esposa de Neil y madre de Sophie, una mujer atractiva e inteligente, que junto a su marido serán víctimas del misterioso Tom Ryan, Abby es utilizada por este para hacer sufrir a Neil de todas las formas posibles, al desenlace se revela que ella, harta de sus mentiras e infidelidades, junto a Ryan planearon como castigar a Neil y a su amante haciéndoles sentir las mismas emociones que ella y Tom tuvieron que sufrir.

- Claudette Mink - Judy Ryan - Es la esposa de Ryan, compañera de trabajo y amante de Neil, con quien lleva una aventura extramarital secreta, al final es también castigada por su infidelidad a Tom, quien le hace ver la clase de persona que realmente es su amante.

- Elle Fanning - Sophie - una inocente y dulce niña que sin saberlo es parte del plan de Tom para torturar a los Randall.

- Dustin Milligan - Matt Ryan - hijo de Tom y Judy Ryan, quien no está enterado de la situación de sus padres.

- Callum Keith Rennie - Detective McGrath - El detective de policía que no cree en los hechos contados por Neil.
- Samantha Ferris - Diane -

## Producción
Pierce Brosnan se unió al elenco a finales del 2005,  mientras que Gerard Butler y Maria Bello lo hicieron el 19 de enero de 2006.
La filmación comenzó en febrero del 2006 y finalizó en mayo del mismo año. Tuvo lugar en Vancouver, que sirvió como escenario para representar la ciudad de Chicago, pero la producción realizó tomas del paisaje en esta ciudad antes de trasladarse a Reino Unido para una posproducción. La filmación también tuvo lugar en Los Ángeles

## Otras versiones
La película fue adaptada a Malayalam en La India bajo el nombre de 'Cocktail'. La historia de la serie 'Guntata Hriday He', transmitida por el canal hindú Zee Marathi, también está basada en esta película.